# 扎哈里夫西克 (洛佐瓦區)
48°57′8″N 36°7′17″E / 48.95222°N 36.12139°E
扎哈里夫斯凱（烏克蘭語：Захарівське）是位於烏克蘭東部的村莊，由哈爾科夫州洛佐瓦區的洛佐瓦市鎮負責管轄。該村始建於1978年，面積0.15平方公里，海拔高度125米，2001年人口39，人口密度每平方公里260人。